# 瓦列·讪帕
瓦列·讪帕（1999年1月23日—），泰國男子羽毛球運動員。

## 簡歷
2018年12月，瓦列·讪帕出戰尼泊爾羽毛球國際系列賽，與巴那猜·沃拉萨迭亚南合作拿得男子雙打比賽亞軍。

## 主要比賽成績
只列出曾進入準決賽的國際賽事成績：
| 年份   | 賽事                       | 公開賽級別 | 項目     | 搭檔                | 成績 |
| ------ | -------------------------- | ---------- | -------- | ------------------- | ---- |
| 2016年 | 亞洲青年羽毛球錦標賽       | 其他       | 混合團體 | －                  | 季軍 |
| 2016年 | 世界青年羽毛球錦標賽       | 其他       | 混合團體 | －                  | 季軍 |
| 2018年 | 尼泊爾羽毛球國際系列賽     | 國際系列賽 | 男子雙打 | 巴那猜·沃拉萨迭亚南 | 亞軍 |
| 2022年 | 東南亞大學運動會羽毛球比賽 | 其他       | 男子團體 | －                  | 銅牌 |

| 2007-2017年 | 首要超級賽 | 超級賽 | 黃金大獎賽 | 大獎賽 | 國際挑戰賽 | 國際系列賽 | 未來系列賽 | 其他 |

| 2018-2026年 | 總決賽 | 超級1000賽 | 超級750賽 | 超級500賽 | 超級300賽 | 超級100賽 | 國際挑戰賽 | 國際系列賽 | 未來系列賽 | 其他 |